# Nuckö

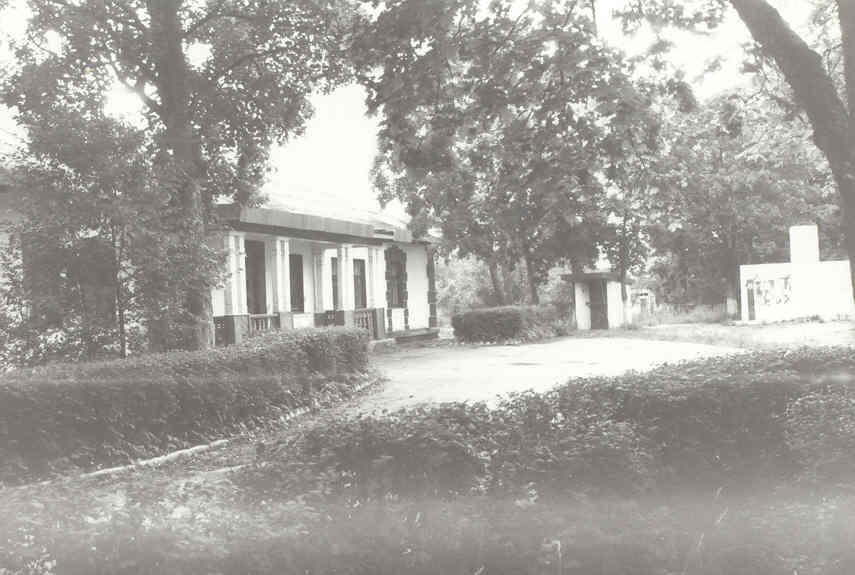
Paskleps herrgård i augusti 1993. De ryska militärerna hade vid denna tid nyligen lämnat herrgården som de hade använt som förläggning.

Nuckö (estniska: Noarootsi poolsaar) är en halvö på Estlands västkust. Den ligger i Lääne-Nigula kommun (fram till 2017 Nuckö kommun) i landskapet Läänemaa, 90 km sydväst om huvudstaden Tallinn. Nuckö kommun omfattade inte bara halvön utan även ett större område på fastlandet samt ön Odensholm. 
Före andra världskriget var Nuckö jämte Ormsö (estniska: Vormsi) centrum för estlandssvenskarna. År 1934 utgjorde svenskarna 64 procent av de 2 700 invånarna. Nuckö har på grund av landhöjningen vuxit samman med fastlandet, men ännu i början av 1800-talet var Nuckö avskild från fastlandet. Det uppgrundade sundet gick från Harboviken (Hara laht) i norr, genom sjöarna Bysholmsviken (Vööla meri), Bäckesjön och Sutlepsjön (Sutlepa meri) till Hapsalviken (Haapsalu laht) i söder. I nordväst på halvön ligger Tällnäs udde (Tellisna neem) och från väster skjuter Pasklepsviken (Paslepa laht) in i halvön. Utanför halvöns västspets Ramsholm (Ramsi poolsaar) ligger Ormsö på andra sidan sundet Ose sund. 
Byarnas namn på Nuckö är Birkas, Bysholm, Enby, Gutanäs, Kolanäs, Lyckholm, Ose, Pasklep, Skåtanäs och Österby. På Nuckö fanns bland annat Birkas folkhögskola under mellankrigstiden.

## Etymologi
Nuckö uttalas [noka] på estlandssvenska med kort o. Namnet tros härstamma från estniskans nukk (udde), i genitiv nuka. Balttyskarna kallade området die Nuck. Numera heter stället Noarootsi på estniska. En omtolkning av nuka till noka (kniv), i genitiv noa, har skett i något skede. Noarootsi betyder därmed "Knivsverige".

## Historia

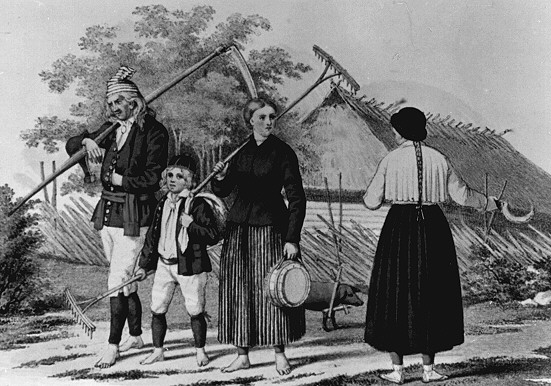
Nucköbor i 1800-tals-dräkt.

Enligt äldre teorier var nuvarande Nuckö ända fram till slutet av forntiden utan fast bosatta invånare. Det fanns flera små öar som idag utgör Nuckö halvö. Öarna växte inte ihop med fastlandet förrän i mitten av 1800-talet. Modern forskning visar på en obruten, sannolikt skandinavisk, bosättning i Enby i västra Nuckö från förromersk järnålder fram till våra dagar. Enligt en populär teori har denna befolkning på 1200-talet förstärkts genom inflyttning från Svenskfinland, framförallt Nyland. Dessa senare inflyttare fick många privilegier (sk. svensk rätt), som huvudsakligen handlade om personlig frihet, frihet att flytta och lägre skatter, därför att Väst-Estlands och öarnas (Saare-Lääne) biskop godkände deras kolonisation. Den svenska bosättningen nådde sin största utsträckning i början av 1500-talet.
I slutet av 1500-talet under det liviska kriget härjades Nuckös område av ryska trupper och många byar och kyrkan blev förstörda. På 1580-talet hamnade Nuckö under svenskt styre och det varade till 1710. Under den svenska tiden accelererade kulturlivet. I Nuckö etablerades den först kända folkskolan (först nämnd 1650). Nuckös kyrka hade kapell i Sutlep, Rooslep och Odensholm. 
Efter 1710 kom Estland under ryskt styre. På 1700-talet grundades i Nuckö flera herrgårdar och de satte gränser för rättigheter för de svenskar som bodde vid kusten, vilket ledde till försämrade villkor för nuckösvenskarna. Under det stora nordiska kriget 1710–1711 uppstod en stor epidemi, två tredjedelar av invånarna dog och flera byar dog ut. Detta inledde en estnisiering. Det uppstod konflikter mellan bönderna och godsägarna som slutade 1770 när flera människor i Harga skickades till fastlandet. 1816 upphörde livegenskapen i Estland. Kustsvenskarna var inte livegna, men de var inte heller fria. I Nuckö grundades skolutbildning och självförvaltning år 1856.
På 1800-talet började ett nytt intellektuellt liv i Nuckö. Skolorna behövde svenskspråkiga lärare. Man grundade ett seminarium i Paskleps herrgård som existerade under 14 år. Seminariets ledare var missionär Thure Emanuel Thorén. Många elever kom från alla kustsvenskarnas områden och år 1890 hade redan många svenska skolor inrättats i Estland.
I början av 1900-talet började Nuckö bli de intellektuella svenskarnas centrum. Johan Nyman och Hans Pöhl ledde det lokala sällskapslivet. 1898 grundade man den första sångkören. 1902 grundade man det första svenska lånebiblioteket. 1903 började man utge den första svenska publicerade kalendern (Svenska Odlingens Vänner). 1920 öppnade man Folkhögskolan i Birkas herrgård.
Åren då Estland var en egen republik blev kommunikationen mellan Nucköborna och andra estlandssvenskar i Finland och Sverige betydligt förbättrad. I Rickul blev man mycket aktiv med båtbyggeri och sjöfart; till Finland och Sverige exporterade man fisk, potatis och äpplen med sina båtar. Det verkade som att svenskarna utvecklade sin egen plats i Estlands samhälle. 
1939 grundade Sovjetunionen militärbaser i Estland. Därför blev hela Odensholms befolkning evakuerad. På sommaren 1940 tog Sovjetunionen makten och införde nya regler vid gränsövergångarna. Det blev omöjligt att ägna sig åt yrken så som man gjorde tidigare, och så småningom väcktes tanken om en emigration till Sverige. 1943–1944 lämnade de flesta svenskarna Estland. I stället för dem anlände krigsflyktingar från Ida-Virumaa och från Ingermanland. 1944 var Sovjetunionens armé tillbaka efter att den nazityska armén retirerat och den gamla gränszonen återställdes. Den kvarvarande befolkningens kontakt med släktingar i Sverige bröts. I och med deportationer, utflyttning och grundandet av kolchoser blev många byar ruinerade, samt att byar som Spithamn blev militärområden. Bara några byar har kvar sitt ursprungliga utseende. 
Den nya tidsåldern i Nuckös historia började i slutet av 1980-talet. Järnridån försvann och de tidigare Nucköborna kunde komma tillbaka hem igen. 1988 ordnades första Nuckös byfest för invånarna. 1989 återupplivades undervisning i svenska i Nuckö. 1990 grundades Nuckö Gymnasium med fördjupade studier i svenska. I Nuckö kommun bodde då ungefär 900 invånare, bara 50 räknade sig själva som svenskar. Området är till viss del tvåspråkig då byarna har officiella namn både på estniska och svenska sedan 1997. Svenska är dock inte ett officiellt språk.

## Klimat
Inlandsklimat råder i trakten. Årsmedeltemperaturen i trakten är 6 °C. Den varmaste månaden är augusti, då medeltemperaturen är 16 °C, och den kallaste är januari, med −7 °C.